# Monte Hart
Il Monte Hart (in lingua inglese: Mount Hart) è una montagna antartica, alta oltre 3.000 m, situata 4 km a nordovest del Monte Chider, nei Monti dell'Ammiragliato, in Antartide. 
Il monte è stato mappato dall' United States Geological Survey (USGS) sulla base di rilevazioni e foto aeree scattate dalla U.S. Navy nel periodo 1960-64.
La denominazione è stata assegnata dall' Advisory Committee on Antarctic Names (US-ACAN) in onore di Vemon D. Hart, luogotenente dell' U.S. Navy, ufficiale responsabile dello Squadron VX-6 presso la Stazione McMurdo nell'inverno 1968.